# بارك أون هي
بارك أون هي (21 فبراير 1978) ممثلة من كوريا الجنوبية . إشتهرت بدور الوصيفه يون سانغ في مسلسل جوهرة القصر .

## روابط خارجية
- قالب:Cyworld
- باك أون هي في هانسينما
- بارك أون هي على موقع IMDb (الإنجليزية)
- بارك أون هي على موقع ألو سيني (الفرنسية)
- بارك أون هي على موقع قاعدة بيانات الفيلم (الإنجليزية)
- بارك أون هي على موقع كينوبويسك (الروسية)